# Carlos Balaguer
Carlos Balaguer Bernaldo de Quirós (1954) es un investigador en robótica inteligente y reconocido pionero en esta materia desde sus inicios en la primera mitad de los años 80 del siglo pasado. Es catedrático de la Universidad Carlos III de Madrid, donde codirige el grupo de investigación RoboticsLab y en la cual ha sido vicerrector de Investigación y Transferencia entre 2007 y 2015.

## Carrera
Carlos Balaguer es doctor ingeniero industrial por la Universidad Politécnica de Madrid (UPM, 1983). Ha sido profesor de la misma entre 1983 y 1994, ocupando el cargo de profesor titular desde 1986. Desde 1996, es catedrático de la Universidad Carlos III de Madrid (UC3M). Fue nombrado "Distinguished Visiting Professor" de la Universidad Tecnológica de Sídney en 2017.
Es pionero en el área de robótica, iniciando sus investigaciones a principios de los años 80 del siglo XX con la primera tesis doctoral en robótica en España, en la cual planteaba cuestiones como la manipulación de objetos en movimiento con realimentación visual. Ha sido cofundador de uno de los grupos de robótica más importantes de España, RoboticsLab (UC3M), siendo actualmente su codirector. En la UC3M, ha sido director del departamento de Ingeniería de Sistemas y Automática, director del programa de doctorado en Ingeniería Mecatrónica, director del máster en Industria Conectada 4.0, y actualmente es director del grado en Ingeniería Robótica.
Ha sido presidente de la International Association of Automation and Robotics in Construction (IAARC) de 2001 a 2004, coordinador adjunto del área de Ingeniería Electrónica y Automática de la Agencia Nacional de Evaluación y Prospectiva (ANEP) desde 2005 a 2008, representante español en la European Robotic Platform (EUROP) entre 2006 y 2008, director de la Asociación Europea de Robótica (euRobotics) entre 2015 y 2021, y presidente del Comité Español de Automática (CEA) de 2018 a 2022. Lleva ejerciendo de coordinador del Madrid Digital Innovation Hub (RoboCity2030) desde 2009, y en 2016 fue elegido presidente del Consejo de Ciencia y Tecnología de la Comunidad de Madrid, cargo que ocupa en la actualidad.

## Investigación
Sus principales líneas de investigación abarcan, entre otras, las temáticas de diseño y control de robots inteligentes, robots humanoides y escaladores, arquitecturas de control, manipulación, interacción cognitiva y física humano-robot, robots asistenciales y de rehabilitación, robótica en la construcción, automatización e Industria Conectada 4.0.
Ha dirigido 30 tesis doctorales y ha publicado más de 250 artículos científicos en revistas y congresos internacionales, habiendo sido editor asociado de IEEE Robotics Magazine, y actualmente de International Research Journal on Automation in Construction y de Cognitive Computation and Systems. Ha organizado múltiples conferencias científicas en calidad de "General Chair": International Simposium on Automation and Robotics in Construction (ISARC) en 1999, IEEE/RAS International Conference on Humanoid Robots (Humanoids) en 2014, y IEEE/RSJ International Conference on Intelligent Robots and Systems (iROS) en 2018, siendo esta última la mayor conferencia en Robótica del mundo. Ha participado en 24 proyectos competitivos de la Unión Europea, en algunos de los cuales ha sido coordinador, tomando parte desde 1988 en diferentes Programas Marco para la competitividad y la innovación: FP5, FP6, FP7, Horizonte 2020 y Horizonte Europa.

### Robots
Conjuntamente con su equipo de investigación, Carlos Balaguer ha participado en el desarrollo de numerosos robots de diferentes tipologías. Entre ellos cabe destacar el robot asistencial ASIBOT (2004), fruto del proyecto europeo MATS, destinado para la ayuda de personas con necesidades especiales en tareas cotidianas como la ingesta de alimentos o su aseo personal. Con TEO (2012), el primer robot humanoide de tamaño natural íntegramente desarrollado en España, con capacidad de reconocer su entorno, ha abordado cuestiones como la interacción con usuarios, la navegación bípeda y la manipulación de objetos, incluyendo entre sus tareas el planchado de ropa y la comunicación en lengua de signos con personas sordas. El robot subterráneo BADGER (2020) fue a su vez fruto del proyecto europeo del mismo nombre, el primer robot autónomo de perforación subterránea en entornos metropolitanos que evita la apertura de zanjas en las ciudades.

### Reconocimientos
Carlos Balaguer recibió el premio Tucker-Hasegawa en 2016 en reconocimiento a su contribución en el campo de la robótica y automatización en la construcción. En 2024, le fue otorgado el Premio Nacional de Automática por su labor al fortalecimiento de CEA y su contribución internacional al desarrollo de la robótica moderna, especialmente en el campo de los humanoides inteligentes. Su libro, "Fundamentos de robótica", recibió el distintivo de mejor libro en Robótica de McGraw-Hill en 1988, y ha sido el más vendido, en español, en este campo. Entre otras distinciones a la labor investigadora de Balaguer se incluyen los premios al mejor artículo científico de los congresos ISARC en 2003 (Eindhoven) y CLAWAR en 2005 (Londres). Su equipo de investigación fue reconocido con el premio IMSERSO "Infanta Cristina" en 2004 por la investigación en robótica asistencial, y con el premio Universidad Empresa de REDFUE en 2014 por la coordinación del Centro Mixto UC3M-AIRBUS.